# Den femte jordbaserede FM-radiokanal
Den femte jordbaserede FM-radiokanal, FM5 eller det femte, næsten landsdækkende FM-sendernet er betegnelsen for den femte landsdækkende radiokanal, som blev etableret i 2003. Nova FM sender i dag på kanalen, som tidligere har tilhørt to andre radiostationer. Til FM5-kanalen hører udsendelse over DAB-nettet og en dækning af Danmark gennem FM-sendenettet på 78 pct. ifølge Radio- og tv-nævnet. 
Driften af kanalen blev udbudt af Radio- og tv-nævnet ved en auktion i juni 2003, hvor retten til at drive kanalen blev købt af Sky Radio for 54 mio. kr. om året i 8 år, men ved overgangen til tredje sendeår i november 2005 valgte Sky Radio at levere sendetilladelsen tilbage – efter eget udsagn pga. uenighed med den danske stat om kanalens dækning.
Ved en ny auktion i august 2006 overtog TV 2/DANMARK kanalen med et bud på 23 mio. kr. om året i 8 år og forsøgte sig dermed for anden gang i tv-stationens historie med radio (første gang var med Radio 2). TV 2 Radio, som den nye kanal kom til at hedde, begyndte sine udsendelser 1. februar 2007. Efter lidt over et år erkendte TV 2, at kanalen ikke kunne blive en sund forretning, og solgte derfor 28. april 2008 FM-kanalen til SBS Broadcasting. 8. september samme år lancerede SBS den nye kanal Nova FM.

## Public service
Den femte FM-radiokanal er i det oprindelige udbud omfattet af en række public service-krav, deriblandt om mindst 1.000 timers nyhedsudsendelser årligt, inklusiv 1 times magasinprogram om dagen. Desuden skal andelen af skandinavisk musik (dansk, norsk eller svensk) udgøre ca. 30 pct., og udsendelserne må ikke være regionaliseret, altså variere mellem landsdelene. Ved auktionen i august 2006 var der dog mulighed for at byde på enten den landsdækkende sendetilladelse, eller landsdelsvis Jylland/Fyn eller Sjælland. Ingen valgte dog at byde landsdelsvis.

## P5
Op til lanceringen anvendte Sky Radio betegnelsen Sky Radio P5 som navn på radiokanalen. Ganske få dage før kanalen i november 2003 skulle starte, fik Danmarks Radio dog nedlagt fogedforbud i Københavns Byret over for brugen af dette navn, da det krænkede DR's rettigheder efter varemærkeloven og markedsføringsloven. Forbuddet blev senere stadfæstet af Østre Landsret.

## Genudbud
Bauer Media Danmark, der ejer Nova FM, fik i 2022 forlænget koncessionen frem til 2030. I samme forbindelse er kravet til nyhedsdækningen sænket til 400 timer årligt. Kravene til et magasinprogram er væk, ligesom kravene til musikken også er ude af betingelserne.